# 44-й армейский корпус (вермахт)
44-й армейский корпус (нем. XXXXIV. Armeekorps), сформирован 15 апреля 1940 года.

## Боевой путь
В мае-июне 1940 года — участие в захвате Бельгии и Франции.
С 22 июня 1941 года — участие в германо-советской войне, в составе группы армий «Юг».
На основании показаний пленных и захваченных в бою документов было установлено, что против нашего корпуса действуют 4-й армейский корпус, а также части 44-го и 49-го армейских корпусов. Непосредственно перед фронтом нашей дивизии наступали 262, 24, 295, 71 и 296-я пехотные дивизии, усиленные боевой техникой и поддержанные значительной группой авиации. Свои главные усилия противник по-прежнему сосредоточивал на основном операционном направлении Рава-Русская – Львов.
Бои на Украине (Броды, Умань, Киев).
В 1942 году — бои на реке Донец, с августа — наступление на Кавказ.
В 1943 — бои на Кубани, на Голубой линии, затем отступление на Украину.
В 1944 — бои на нижнем Днепре, отступление в Молдавию. В августе 1944 — корпус уничтожен в ходе Ясско-Кишинёвской операции.
27 сентября 1944 года — официально расформирован.

## Состав корпуса
23 сентября 1941:
- XXXXIV армейский корпус:
  - 418-й (моторизованный) картографический отряд
  - 70-й корпусной батальон связи
    - 2 (моторизованные) роты телефонного перехвата
    - 1 (моторизованная) телефонная рота
    - 1 (моторизованная) радиорота
    - 1 (моторизованная) колонна связи

  - 418-й (моторизованный) отряд снабжения
    - 1/418-я (моторизованная) лёгкая колонна
    - 2/418-я (моторизованная) тяжёлая топливная колонна
    - 418-й (моторизованный) отряд технического обслуживания

  - 418-й (моторизованный) отряд военной полиции
  - 418-я (моторизованная) полевая почта
  - 15-е (моторизованное) артиллерийское командование
  - 216-й строительный батальон
  - 94-я пехотная дивизия:
    - 1/,2/,3/267-й пехотный полк
    - 1/,2/,3/274-й пехотный полк
    - 1/,2/,3/276-й пехотный полк
    - 194-й велосипедный эскадрон
    - 1/,2/,3/194-й артиллерийский полк, каждый дивизион имел: 3 батареи (по 4 105-мм орудия)
    - 4/194-й артиллерийский полк: 3 батареи (4 150-мм орудия sFH на каждую)
    - 194-й противотанковый дивизион
    - 194-й разведывательный батальон
    - 194-й пионерный батальон
    - 194-й батальон связи
    - 194-й дивизионный вспомогательный батальон[2]

В декабре 1942:
- 198-я пехотная дивизия
- 101-я лёгкая пехотная дивизия

В марте 1943:
- 9-я пехотная дивизия
- 97-я лёгкая пехотная дивизия
- 101-я лёгкая пехотная дивизия
- 19-я румынская пехотная дивизия

В мае 1944:
- 11-я танковая дивизия
- 10-я пехотная дивизия
- 282-я пехотная дивизия
- корпусная группа «F»

## Командующие
- С 15 апреля 1940 — генерал пехоты Фридрих Кох, начальник штаба с 20 апреля 1940 по май 1942 полковник Фридрих Зикст
- С 26 января 1942 — генерал артиллерии Максимилиан де Ангелис
- 8 April 1944 - August 1944: ген. от инфантерии Людвиг Мюллер (попал в плен, корпус разбит.)